# ファルマス (マサチューセッツ州)
ファルマス（英: Falmouth）は、アメリカ合衆国のマサチューセッツ州バーンスタブル郡にある町。
ケープコッドの南西にある港町で、古い街並みが残り気候も穏やかなため観光地として人気がある。「ファルマス」という名前はイギリスの探検家B・ゴスノールドによってコーンウォールのファルマスに因んで名付けられた。「SSA」というフェリーの基地がある。

## 歴史
元々はインディアンの居住地であったが、1660年に英国の入植者が定住し、1686年に州に取り入れられた。最初の産業は農業、塩、捕鯨、輸送と羊であった。19世紀には捕鯨で栄えた。19世紀後半までには、クランベリーとイチゴを主に栽培していた。1810年に起こった米英戦争では、マサチューセッツ民兵はイギリス軍の上陸を阻止するために浜辺で守備を固めた。1872年には電車がファルマスとウッズホール間に開通した。20世紀前半には、酪農が内部の地方で行われた。第2次世界大戦の間には、近隣にオーティス空軍州兵基地が出来たので人口がかなり増加したという。

## 交通
ボストンからバスがあり、南南東に 77 マイル (124 km) 離れている。

## スポーツ
- ケープコッド・ベースボールに属する「ファルマスコモドーズ」というチームがある。
- 「ファルマスロードレース」というイベントがある。

## 著名な住人
- ベン・アフレック
- ケイシー・アフレック
- スティーブン・シシェック　マイアミ・マーリンズの選手
- 下村脩　生物学者、ノーベル化学賞など受賞